# Mie Elen Rakstad
Mie Elen Rakstad (* 27. Februar 2000) ist eine norwegische Handballspielerin, die beim schwedischen Erstligisten Skövde HF spielt.

## Karriere

### Im Verein
Rakstad spielte anfangs in Høland und wechselte später zum norwegischen Verein Fjellhammer IL. Nachdem die Rückraumspielerin in der Saison 2018/19 für Fjellhammer in der 1. divisjon, der zweithöchsten norwegischen Spielklasse, aufgelaufen war, schloss sie sich dem norwegischen Erstligisten Oppsal IF an. In der Saison 2019/20 erzielte sie 14 Treffer in 21 Partien. Anschließend kehrte die Linkshänderin zum Zweitligisten Fjellhammer IL zurück. Im Sommer 2021 wurde Rakstad vom Erstligisten Larvik HK verpflichtet, bei dem sie einen Dreijahresvertrag unterschrieb. Im Sommer 2023 verließ sie vorzeitig Larvik und schloss sich dem deutschen Bundesligisten Buxtehuder SV an. Im Januar 2025 wechselte sie zum schwedischen Erstligisten Skövde HF.

### In Auswahlmannschaften
Rakstad bestritt elf Länderspiele für die norwegische Jugendauswahl, in denen sie 21 Tore warf. Rakstad gehörte in der Vorbereitung zur Beachhandball-Europameisterschaft 2021 dem Kader der norwegischen Beachhandball-Nationalmannschaft an, für die sie schlussendlich nicht nominiert wurde.